# Бедфорд (Англія)
Бе́дфорд (англ. Bedford) — місто в Англії, на річці Уз. Кількість жителів становить 82 488 чоловік.

## Міста-побратими
- Бамберг, Німеччина
- Ареццо, Італія
- Ровіго, Італія
- Влоцлавек, Польща

## Уродженці
- Том Греннан (* 1995) — британський співак та автор пісень.
- Г'юберт Лемб (1913—1997) — англійський кліматолог.